# Brandon Wheat Kings

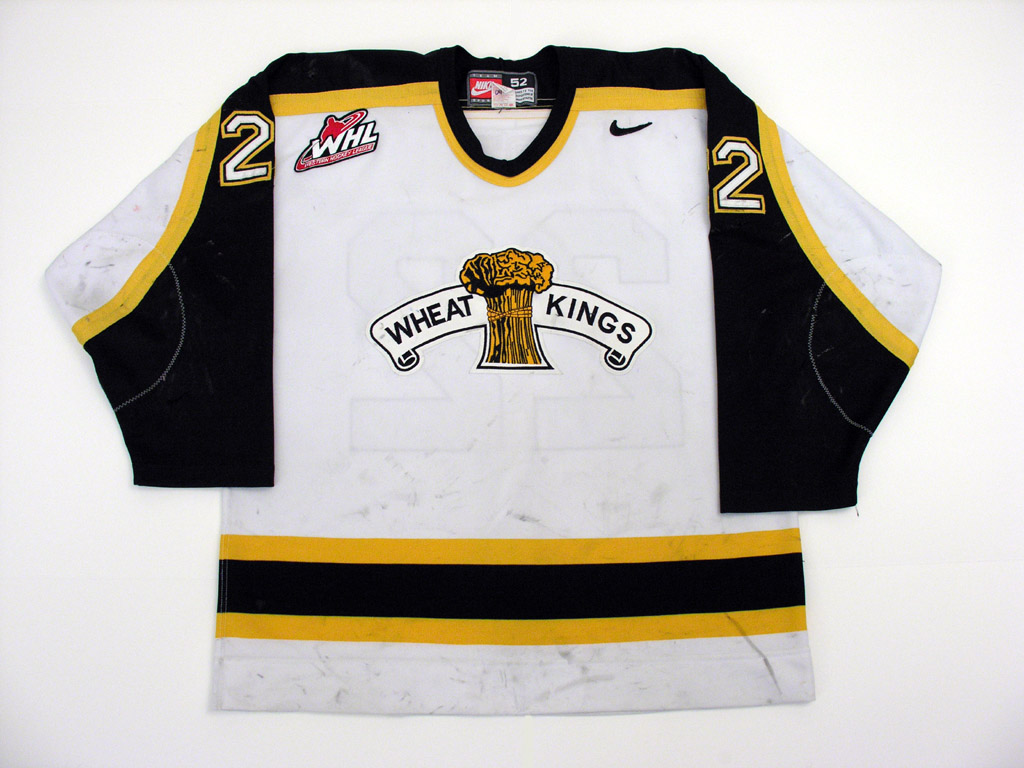
Koszulka meczowa drużyny

Brandon Wheat Kings – juniorska drużyna hokejowa grająca w WHL w dywizji wschodniej, konferencji wschodniej. Drużyna ma swoją siedzibę w Brandon w Kanadzie. 
- Rok założenia: 1967
- Barwy: czarno-biało-złote
- Trener: Kelly McCrimmon
- Manager: Kelly McCrimmon
- Hala: Keystone Centre

## Osiągnięcia
- Ed Chynoweth Cup: 1979, 1996, 2016
- Scotty Munro Memorial Trophy: 1977, 1978, 1979, 1996, 2015